# Gérard Dubrac

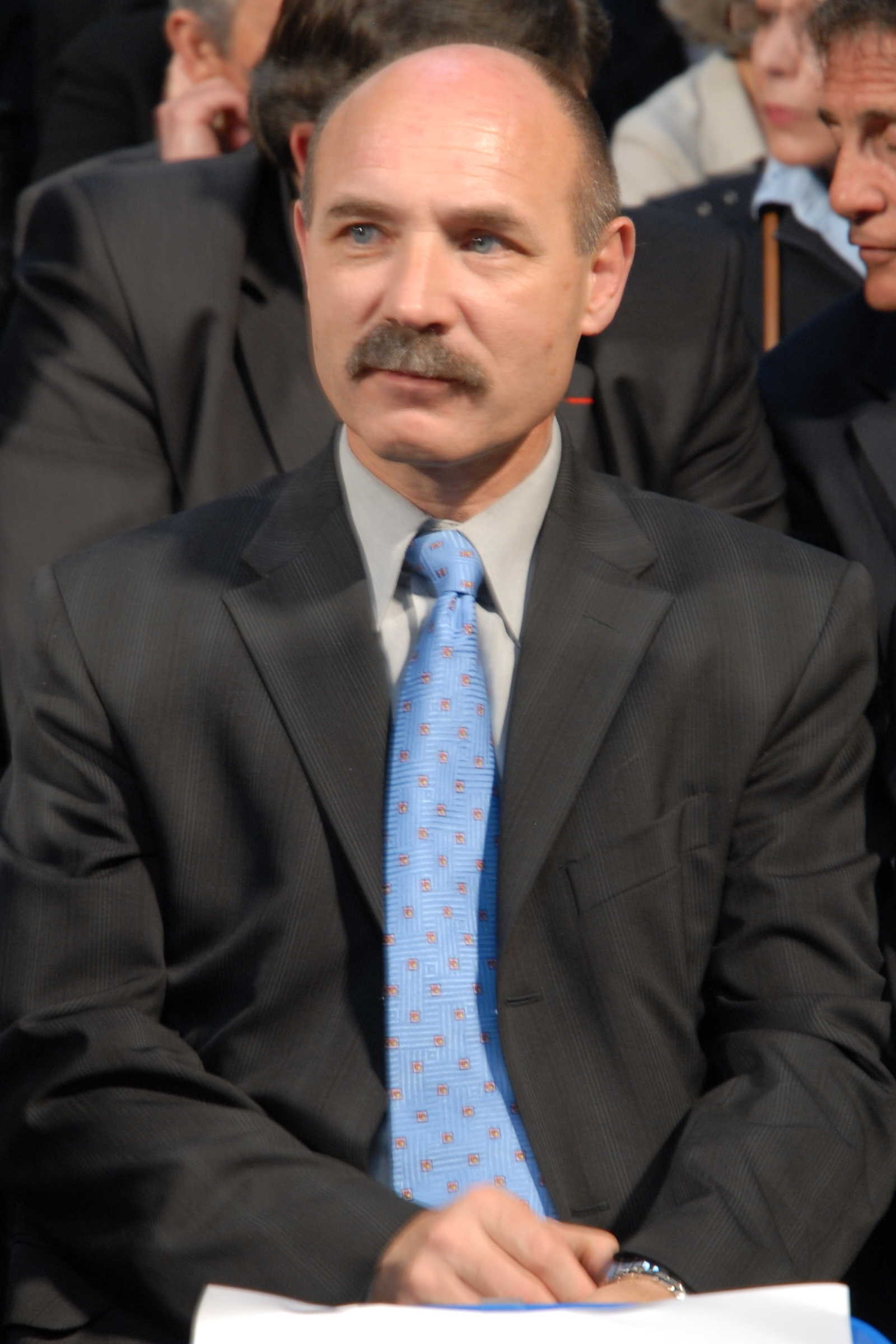
Gérard Dubrac im Jahr 2007.

Gérard Dubrac (* 10. Oktober 1952 in Azerables, Département Creuse) ist ein französischer Politiker der Partei Les Républicains. Von 2002 bis 2007 war er Abgeordneter in der Nationalversammlung.

## Karriere
Nach dem Studium an der Pharmazeutischen Fakultät der Universität Toulouse arbeitete Dubrac ab 1979 als Apotheker in der Kleinstadt Condom im südwestfranzösischen Département Gers. 1983 trat er in die Politik ein und wurde stellvertretender Bürgermeister von Condom. Als Mitglied der rechtsliberalen Parti républicain (später Démocratie libérale) wurde er 1995 zum Bürgermeister gewählt. Er nahm an der Gründung des Gemeindeverbandes Communauté de communes de la Ténarèze teil und war ab deren Gründung im Januar 2000 deren Vorsitzende. Bei der Kommunalwahl 2001 wurde er als Bürgermeister bestätigt und am selben Tag als Vertreter des Wahlkreises (Kantons) Condom in den Conseil général des Départements Gers gewählt. 
Die DL ging 2002 in der Mitte-rechts-Sammelpartei Union pour un mouvement populaire (UMP) auf. Bei der Parlamentswahl im selben Jahr wurde Dubrac mit 52,16 % der Stimmen zum Abgeordneten aus dem 2. Wahlkreis des Départements Gers für die Partei Les Républicains gewählt. Bei der Parlamentswahl 2007 wurde er jedoch in der zweiten Wahlrunde von Gisèle Biémouret (PS) besiegt.
Im Jahr 2008 wurde Dubrac von Gisèle Biémouret bei der Kantonalwahl sowie von Bernard Gallardo bei der Gemeindewahl in Condom besiegt.
Im September 2009 wurde Dubrac wegen „Beeinträchtigung des freien Zugangs zu öffentlichen Aufträgen“ zu 3000 Euro Geldstrafe und zu 10 Jahren Nichtwählbarkeit verurteilt. Im Dezember 2009 wurde jedoch die Nichtwählbarkeitstrafe beendet.
Im März 2014 wurde Dubrac erneut zum Bürgermeister von Condom mit 58,51 % der Stimmen gewählt. Im nächsten Monat wurde er erneut zum Vorsitzenden der Communauté de communes de la Ténarèze gewählt.